# اعتصاب پرستاران شیراز (۱۴۰۳)
اعتصاب پرستاران شیراز ۱۴۰۳ در تاریخ دوشنبه ۱۵ مرداد ۱۴۰۳ در سطح بیمارستان‌های دولتی شهر شیراز آغاز شد.

## تاریخچه
شروع این اعتصاب، به اعتراض صنفی پرستاران در اسفند سال ۱۴۰۲ باز می‌گردد که در واکنش به حقوق و دستمزد آنها، معوقات هفت‌ماهه، اضافه کاری و شیفت‌های کاری زیاد آغاز شد.
پس از آن اعتراض از سوی مسئولان به پرستاران وعده‌هایی مبنی بر ترمیم حقوق، تحت عنوان فوق‌العاده خاص نیم درصد داده شد.
باوجود تصویب موضوع ترمیم نیم درصدی حقوق پرستاران توسط مجلس شورای اسلامی و وعده‌های واریزی، اما تا تیرماه هیچ پرداختی انجام نشد، اگرچه همین نیم درصد را به ۴ دهم درصد تقلیل دادند، اما باز هم واریزی انجام نشد که با محقق نشدن این موضوع، دوباره موج جدیدی از اعتراضات پرستاران بیمارستان‌های دولتی در شیراز شکل گرفت و آنها از حضور در محل کار امتناع کردند.
پرستاران معتقد بودند که سیستم هیئت امنایی بودن دانشگاه علوم پزشکی شیراز جلوی حل مشکلات را گرفت و موجب شده تا به پرسنل درمانی به خوبی رسیدگی نشود و همچنین مسئولان دانشگاه با اینکه عملکرد بالینی ندارند، دستمزد بالاتر از آنها دریافت می‌کنند، لذا یکی از مطالبات آنها شفاف سازی واریزی‌ها بود.
موظفی پرستاران شش شیفت در هفته بود ولی به آنها هشت شیفت تحمیل می‌شد.
اضافه کاری‌ها تا سال ۱۴۰۲ برای هشت ساعت ۱۲۰ هزار تومان محاسبه می‌شد که خود توهینی به پرستارانی بود که شب کاری را تحمل می‌کردند که البته در سال ۱۴۰۳ هر ساعت اضافه کاری به ۲۲ هزار تومان رسید که باز هم مناسب نبود.
خواسته آنها اجرای درست تعرفه‌ها و احترام به حقوق مادی و معنویشان بود. در نتیجه عدم توجه به فشارهای روحی و رسیدگی نکردن به نیازهای مادی آنها بسیاری از آنها دست به مهاجرت زنده‌اند.

## بیمارستان‌های درگیر اعتصاب
- بیمارستان نمازی
- بیمارستان شهید فقیهی (سعدی)
- بیمارستان حافظ
- بیمارستان شهید چمران
- بیمارستان شهید رجایی
- بیمارستان علی‌اصغر
- بیمارستان خلیلی
- بیمارستان امیرالمؤمنین
- بیمارستان زینبیه
- بیمارستان ابن سینا
- بیمارستان محرری

بخش‌های اتاق عمل در بیمارستان‌ها در همان روزهای اول اعتصاب کردند و عمل‌های جراحی کنسل شدند و بخش‌های دیگر نیز متعاقب این رویداد یکی پس از دیگری نیروهای خور را از دست داده و بسته شدند.

## ریشه اعتصابات
ریشه اعتصاب و اعتراضات به کنترل وزارت بهداشت توسط پزشکان که خلاف اصل تعارض منافع است بازمی‌گردد.
یکی از فعالان صنفی پرستار دربارهٔ این باره می‌گوید:" او ریشه مشکل را در سیستم پزشک‌سالار وزارت بهداشت می‌داند: «مدیران وزارت بهداشت از صدر تا ذیل پزشک هستند و پزشک هیئت علمی دانشگاه که ۷۰ میلیون حقوق ثابت می‌گیرد و چند صد میلیون تومان کارانه، کجا از حال پرستاری خبر دارد که حقوقش ماهی ۲۰۰ دلار است و برای شیفت ۷ ساعتهٔ اضافه‌کار در شب‌های طولانی، ۱۴۰ هزار تومان بعد از چند ماه تأخیر به حسابش می‌ریزند؟»